# Dibranchiata
La sottoclasse dei dibranchiati, detti anche coleoidi, conta i cefalopodi con un solo paio di branchie a ctenidio, conchiglia ridotta o assente, sifone chiuso, tubolare, senza lembi. 
Presentano un solo paio di atri cardiaci e di reni, occhi vescicolari chiusi con cristallino. Rispetto ai tetrabranchiati hanno un numero minore di tentacoli, spesso cromatofori e ghiandola dell'inchiostro, che espelle granuli di melanina a pressione. Le braccia periorali sono provviste di ventose. 
Nel corso della storia evolutiva di questo gruppo la conchiglia si assottiglia e si riduce sempre di più fino addirittura a sparire del tutto, per permettere movimenti più rapidi adatti alla vita predatoria. Dalle belemniti estinte, dotate di una conchiglia regredita, settata e formata da fragmocono, ostraco, periostraco e dal rostro, sono derivati i diversi tipi di scheletro: nel totano resta solo il periostraco dorsale che dà luogo alla “penna dei calamari”, nella seppia rimane l'ostraco ed il fragmocono che danno luogo al caratteristico “osso”, in spirula evolve un avvolgimento endogastrico e resta il rostro e il fragmocono. Negli ottopodi, invece, si assiste alla perdita della conchiglia (al massimo si parla di nicchio nidimentale in femmine di Argonauta). Bottoni di coaptazione fissano il mantello al tronco.